# Agrostis lacunis
Agrostis lacunis é uma espécie de gramínea do gênero Agrostis, pertencente à família Poaceae.